# Larva-da-farinha
A larva-da-farinha, tenébrio, ou tenebrião é a larva do Tenebrio molitor, um besouro do gênero Tenebrio, representante típico da família dos tenebrionídeos, de cor preta ou pardo-escura, que constitui praga bastante vulgar. Como todos os insetos holometabólicos, atravessa quatro estágios na vida: ovo, larva, pupa, e adulto. As larvas medem tipicamente cerca de 2,5 cm e os adultos vão de 1,25 cm a 1,8 cm de comprimento.

## Ciclo reprodutivo
O tenébrio, como todos os besouros, submete-se a uma metamorfose completa, passando pelos estágios de ovo, larva, pupa e besouro adulto.
O ciclo reprodutivo se completa em 6 meses, estando, no entanto, muito sujeito às condições de temperatura, umidade, nutrição e iluminação. São de hábitos noturnos, não suportando a luz solar. Baixas temperaturas poderão retardar ou até mesmo impedir seu desenvolvimento. A temperatura ideal para o seu desenvolvimento fica entre 28 e 32 °C.
Os besouros apresentam dimorfismo sexual evidente; estão maduros sexualmente no décimo dia e vivem por cerca de 60 dias.

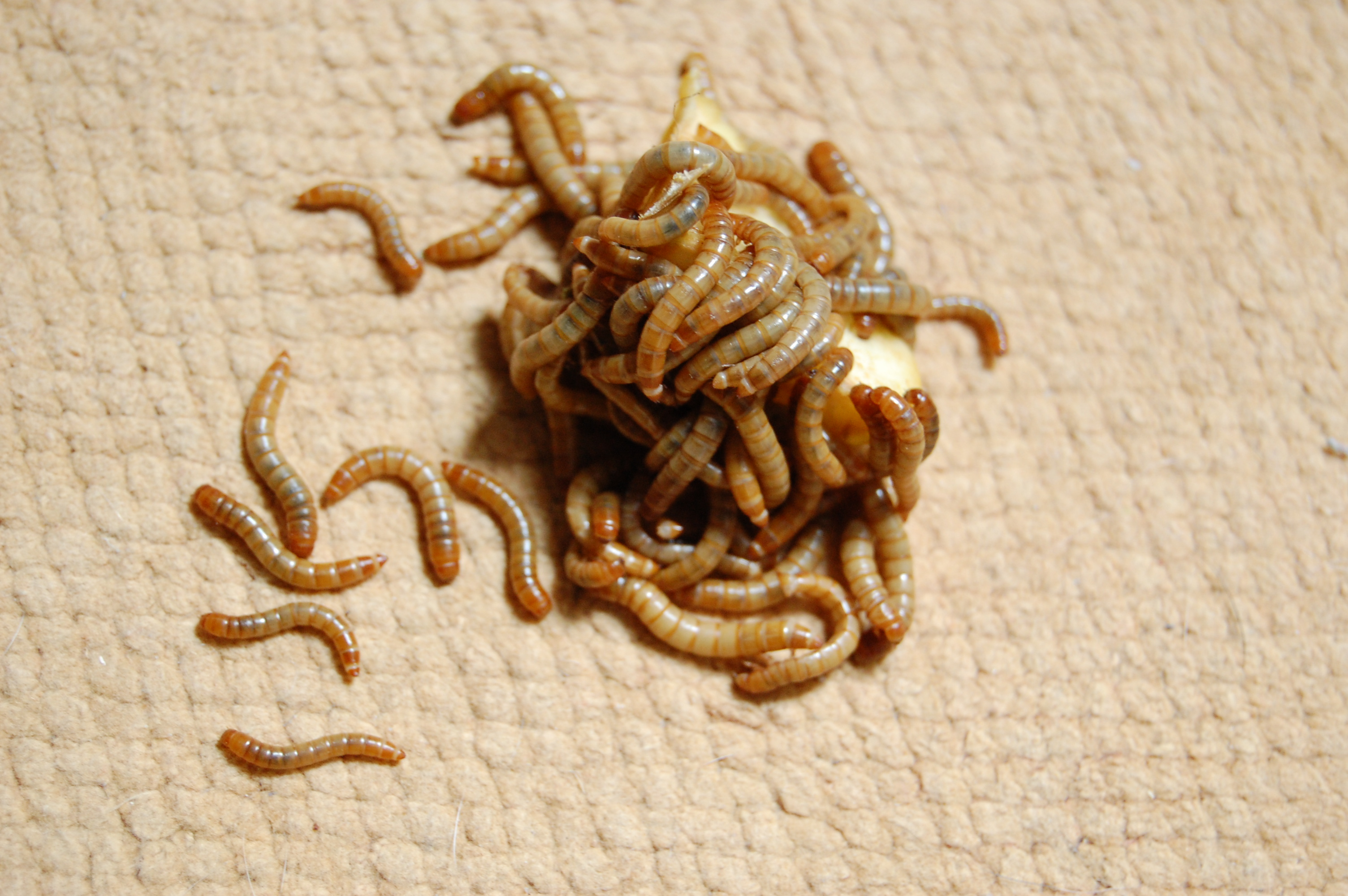
Tenébrios (bichos-da-farinha)

Uma fêmea pode efetuar a postura de 300 a 1000 ovos, variando conforme as condições do ambiente. Estes aderem às partículas do substrato e eclodem após 15 dias. Os ovos são frágeis e praticamente invisíveis a olho nu, sendo portanto recomendado nesta fase um cuidado maior com a criação (não revirar o substrato).
A pele da larva, denominada exoesqueleto, é quitinosa e não acompanha o desenvolvimento da larva, sendo substituída por até quinze vezes antes que essa se torne uma pupa, em um processo chamado ecdise. A duração da fase larval é de aproximadamente 90 dias e uma larva pode atingir 3 cm de comprimento e 1 g de peso.
No final do seu desenvolvimento, sobem para a superfície do substrato e iniciam a fase de transformação, quando são chamadas de pupas ou crisálidas. As pupas não se alimentam e movimentam-se apenas por contorções dorso-ventrais quando estimuladas pelo toque.
Permanecem nesse estágio por 15 dias, quando se tornam em besouros adultos.

## Criação e utilização como alimento

### Alimentação humana
A larva-da-farinha contém alta concentração de proteína com baixo teor de gordura e é usada na alimentação humana, sendo usada tradicionalmente na culinária de países asiáticos. Em Janeiro de 2021, a larva de besouro tornou-se o primeiro inseto a ser considerado seguro para consumo humano pela Autoridade Europeia para a Segurança Alimentar.

### Ração e isco
Os bichos-da-farinha ou tenébrios são comumente usados para alimentar animais de estimação como pássaros, répteis, peixes, aranhas e roedores, dentre outros. São também muito usados como isca na pesca. Podem ser adquiridos em lojas de animais ou criados em casa. Na internet é possível encontrar diversos vídeos ensinando corretamente como criar com segurança, sendo o manejo barato e simples.

### Criação
A criação de uma cultura de tenébrios é simples e barata, mas exige um pouco de paciência e alguns cuidados. Pode-se iniciar uma criação com apenas uma caixa de plástico ou de madeira. Normalmente são utilizados recipientes plásticos como os "tupperwares", por serem mais práticos, baratos e facilmente encontrados, além do que os besouros não conseguem escalar o plástico e assim não conseguem fugir. Caixas de madeira também servem bem, mas recomenda-se revesti-las com fórmica para evitar a escalada dos tenébrios e até mesmo que estes roam a madeira, além de facilitar a limpeza.[carece de fontes?]

#### O que é preciso
- Um local para criação - pote plástico do tipo "tuppperware", pote de sorvete, gaveta antiga, etc.
- Substrato/Alimento - pode ser ração para crescimento de pintinhos, ração para coelhos, farelo de trigo, neston, etc.
- Alguns recipientes pequenos como fonte água, legumes ou frutas também são bastante utilizados
- Caixa de ovos, daquelas de papelão, para cobrir a criação. Opcionalmente pode ser usado pedaços de toalhas velhas, mas limpas, sem contaminantes
- Opcional: um pedaço de uma tela qualquer, como de mosquiteiro, para tampar os furos da caixa para permitir a entrada do ar sem deixar outros insetos chegarem na criação
- Larvas e besouros de tenébrios - podem ser obtidos em lojas especializadas de pesca ou pássaros ou pela internet. Normalmente são comercializados potinhos contendo larvas, alguns com besouros e pupas.

*Os tenébrios retiram a umidade do próprio ar, porém, é importante deixar uma fonte de água disponível para melhorar o desenvolvimento, principalmente no verão ou em locais muito quentes ou secos. Pode-se substituir as tampinhas de água por pedaços de frutas e legumes. Rodelas de laranja, fatias de batata, chuchu ou abobrinha são bastante utilizados. A única observação  é tomar cuidado para trocar regularmente a fruta ou legume, pois estes podem estragar e contaminar o substrato e causar a perda da colônia.
Também pode-se utilizar pão francês ou pão de forma. Cana de açúcar é outra excelente opção, pois além da umidade, é um rico alimento e torna-se um esconderijo para a criação. As tampinhas com água facilitam a manutenção e evitam a contaminação do substrato.
De qualquer forma, não deixe a fruta ou o legume entrar em contato direto com o substrato, pois poderá deixá-lo úmido e este poderá estragar, azedar, criar mofo ou bolor. Coloque sobre um pedaço de papelão, pano limpo, papel toalha ou tampa plástica, mas de forma que permita o acesso dos tenébrios ao alimento. Tampinhas com algodão ou gazes embebidas em água são mais práticas e menos arriscadas. Cuidado que tampinhas apenas com água irão afogar os tenébrios! Reponha a umidade das tampinhas sempre que secar. Pequenos bebedouros para pássaros, com algodão na ponta para evitar afogamento, também podem ser utilizados e proverão umidade para a colônia por muito tempo.

#### Preparação da colônia
Com uma furadeira, ferro de solda ou mesmo esquentando uma faca no fogão, faça diversos pequenos furos na tampa e nas laterais do pote, para permitir a circulação de ar. Isto é importante não só para a respiração dos tenébrios, mas também para evitar que a umidade se acumule e gere fungos que podem contaminar toda criação. Cuidado apenas para não deixar os furos muito grandes que permitam a fuga dos besouros. Os furos também não podem estar próximos ao substrato, pois além de derrubar o substrato, as larvas podem escapar pelos mesmos. Uma opção é recortar um pedaço da tampa e/ou das laterais e colar com cola quente um pedaço de tela de mosquiteiro, evitando as fugas do tenébrio e protegendo contra a entrada de outros insetos (ex: aranhas, moscas, vespas, lagartixas, etc.).
Como substrato e alimentação, farelos como ração de engorda para aves e farelo de trigo são bastante utilizados, podendo ser misturados com ração de coelho triturada e ração de codorna dentre outros. Alguns farelos podem vir contaminados com ovos de outros insetos. Uma forma rápida de elimina-los é aquecer o substrato no microondas ou no forno por alguns minutos até eliminar qualquer ovo ou inseto. Evitar farelos que estraguem rápido, pois este substrato ficará por meses na caixa. Consulte sempre o prazo de validade.
Importante que a ração seja flocada, não seja muito fina, para facilitar que os besouros depositem os ovos, para permitir a circulação das larvas dos tenébrios e do ar necessário para os mesmos. Farelos muito finos também dificultam os besouros se desvirarem caso caiam de costas no substrato, o que é bastante comum. Isto pode matar alguns besouros.
Quanto mais rico for o substrato/alimentação, melhor será o resultado da colônia e melhor qualidade terá o alimento final para seu pet. Alguns criadores acrescentam vitaminas, cálcio, proteínas e até medicamentos.
Coloque de 3 a 5 cm de substrato na caixa e coloque os tenébrios - besouros, larvas e pupas. Coloque as tampinhas com água, frutas ou legumes com cuidado para não umedecer e eventualmente estragar o substrato. Cubra a colônia com a caixa de ovos ou com os pedacinhos de toalha para servir de esconderijos para os tenébrios, que não gostam de iluminação forte. Tampe o pote e coloque em um local seco e escuro.
Para evitar insetos rastejantes como formigas e aranhas, pode-se colocar nos pés do móvel graxa, vaselina ou potes com óleo. Tela de mosquiteiro também é importante para impedir insetos voadores como moscas e predadores como vespas.
Agora é só aguardar a criação crescer! Recomenda-se a cada 6 meses trocar o substrato, peneirando o mesmo para remover as larvas. O substrato retirado deve ser reservado em algum pote, pois ainda conterá muitos ovos e larvas minusculas. Este substrato poderá ser peneirado diversas vezes até que não reste mais nenhuma larva.

#### Separação de estádios
Como os besouros podem comer os ovos e até mesmos as pupas, o ideal é ter caixas separadas, todas com substrato/alimento, cobertas por caixa de ovos ou toalhinhas, com fontes de água (tampinhas com algodão com água, frutas ou legumes):
- Uma caixa para os besouros - onde estes colocarão os ovos. Depois de uns 30-40 dias, a caixa deverá estar repleta de ovos, que são invisíveis a olho nu. Recomenda-se então mover os besouros para outra caixa com substrato e água para colocarem mais ovos, fazendo assim com que os besouros depositem ovos em diferentes caixas até morrerem (o ocorre em cerca de 60 dias).
- Uma ou mais caixas para os ovos/larvas - resultado do passo acima - os besouros depositaram os ovos nestas caixas que com o tempo se tornaram as caixas repletas de larvas. Conforme as larvas forem crescendo, vão sendo utilizadas como alimento e o que sobrar vira pupa. Estas devem ser retiradas para formar as novas colônias, até mesmo porque as larvas podem comer as pupas.
- Uma caixa para as pupas. Esta não precisa ter água ou substrato, apesar que recomenda-se deixar pelo menos um pouco de substrato e de água para que os besouros que nasçam não comam as pupas. Conforme os besouros forem nascendo, mova-os para outra caixa, onde estes colocarão os ovos e um novo ciclo se inicia.

Importante de tempos em tempos acrescentar novos besouros (nova genética), pois com o tempo, como são da mesma "família inicial", a criação perde a eficiência ("defeitos genéticos" que passam de geração em geração).

#### Temperatura
A temperatura e a umidade são fatores muito importantes na criação. Durante o inverno ou em locais muito frios, recomenda-se a utilização de aquecedores ligados à termostatos que são facilmente encontrados inclusive pela internet. Assim é possível manter a temperatura ideal para a criação, que deve estar entre 26 e 32o. Se o local for muito seco, recomenda-se também a utilização de umidificadores ou grandes potes com água.

#### Preparação de ração
Com o crescimento das larvas, pode-se escolher o tamanho ideal para servir de alimento. Pets como peixes ou pássaros pequenos devem ser alimentados com larvas ainda pequenas, mas também pode-se cortar as larvas grandes antes de servir. Uma sugestão é servir as larvas quando as mesmas estão trocando de pele, para evitar o consumo excessivo da casca da larva, que não é tão digestível ou nutritiva. Quando as larvas estão trocando de pele, ficam com as cores claras, quase brancas, ao contrário da coloração normal amarelo-caramelo.
As larvas também podem ser desidratadas no forno e depois armazenadas inteiras ou trituradas. As larvas vivas também podem ser refrigeradas, em potinhos com um pouco de ração, fazendo assim que cresçam muito lentamente.
Uma outra dica é deixar as larvas em alguma mistura rica em cálcio ou proteína um dia antes de alimentar o seu pet. Alguns criadores deixam as larvas de um dia para outro no leite em pó para que estas absorvam bastante proteína. Medicamentos ou vitaminas para os pets também podem ser misturadas nesta ração.

#### Cuidados com alergias
Evite respirar o pó oriundo da sua criação. A grande maioria dos criadores não tem nenhum problema de saúde causado pelas suas criações, porém, as bactérias que digerem a alimentação dos tenébrios podem causar em algumas pessoas irritações na pele, nos olhos ou respiratórias. Nestes casos, utilize máscaras respiratórias, luvas e proteção para os olhos.

## Uso na reciclagem de plástico
Uma equipe de cientistas da Universidade de Stanford, descobriu que a larva do tenébrio consegue se alimentar de isopor, ou poliestireno expandido, um plástico não biodegradável.
Esses insetos transformam metade do isopor que consomem em dióxido de carbono e a outra metade em excremento como fragmentos decompostos. Além disso, os cientistas comprovaram que o consumo de plástico não afeta a saúde das larvas. Isso os transforma em uma potencial arma de reciclagem de resíduos plásticos. O segredo destas larvas está nas bactérias que elas têm em seus sistemas digestivos, com capacidade de decompor o plástico. Segundo os autores do estudo - em que colaboraram especialistas chineses e cujos resultados foram publicados na revista Environmental Science and Technology - esta é a primeira vez em que se obtém provas detalhadas da degradação bacteriana de plástico no intestino de um animal.
A compreensão exata de como as bactérias dentro das larvas da farinha fazem esta decomposição dará origem a uma nova maneira de tratar os resíduos plásticos. Ramani Narayan  , especialista em biodegradação de plástico,  considera a descoberta interessante, mas  não ainda pronta para aplicação prática.  Ele observa que cerca de metade do poliestireno que as larvas comem é excretada de volta ao meio ambiente em fragmentos que poderão não ser biodegradáveis e carregar toxinas na cadeia alimentar. Os cientistas continuam a tentar entender melhor o mecanismo e fatores ambientais responsáveis pela degradação no intestino das larvas e identificar as enzimas bacterianas e os genes envolvidos. 